# Laryngofisura
Laryngofissura – pionowe rozcięcie krtani umożliwiające dostęp do wnętrza krtani. Jest to etap w laryngektomiach częściowych z dojścia zewnętrznego. Technika polega na rozcięciu specjalną małą piłką tarczową chrząstki tarczowatej. Jest to więc de facto tyreotomia. Pierwszy raz została wykonana przez amerykańskiego chirurga Gurdona Bucka w 1851 roku. U ludzi w wieku starszym laryngofisura może sprawiać drobne trudności ze względu na skostnienie chrząstek krtani. Po zakończeniu operacji wewnątrzkrtaniowej krtań (laryngofisurę) zamyka się specjalnymi szwami wchłanialnymi.

## Piśmiennictwo
Rak krtani i gardła dolnego red. G. Janczewski, E. Osuch-Wójcikiewicz. wyd. α-medica press 2002, Bielsko-Biała. ISBN 83-88778-34-X

Przeczytaj ostrzeżenie dotyczące informacji medycznych i pokrewnych zamieszczonych w Wikipedii.